# Alekšince
Alekšince (deutsch Alaxinetz, ungarisch Elecske) ist eine Gemeinde im Westen der Slowakei mit 1802 Einwohnern (Stand 31. Dezember 2024), die zum Okres Nitra, einem Teil des Nitriansky kraj gehört.

## Geographie

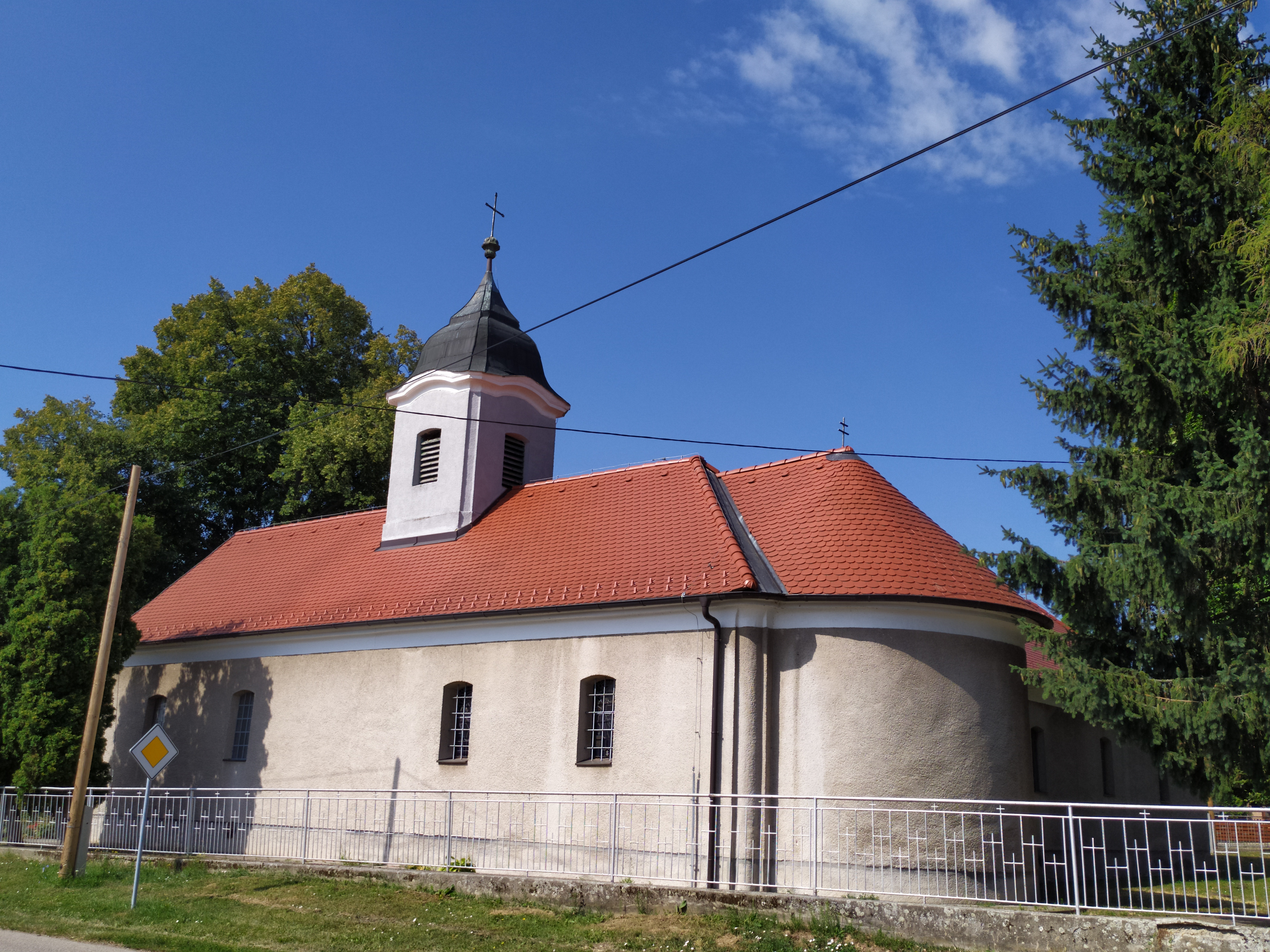
Kirche in Alekšince

Die Gemeinde befindet sich im Südteil des Hügellands Nitrianska pahorkatina (Teil des Donauhügellands) am mittleren Lauf des Baches Andač, der zum Flusssystem von Nitra gehört. Das wenig mehr als 15 km² große Gemeindegebiet ist entwaldet und von Schwarz- und Braunböden bedeckt. Das Ortszentrum liegt auf einer Höhe von 160 m n.m. und ist 15 Kilometer von Hlohovec und Nitra entfernt.

## Geschichte
Der Ort wurde zum ersten Mal 1156 als Alexu schriftlich erwähnt und gehörte anfangs zum Herrschaftsgut der Neutraer Burg, danach zu Edelmännern aus verschiedenen Familien. 1601 wurde das Dorf von den Türken niedergebrannt und war 1664 ihnen tributpflichtig. 1828 sind 72 Häuser und 509 Einwohner, die überwiegend in Landwirtschaft beschäftigt waren, verzeichnet.

## Bevölkerung
| Jahr                | 1994 | 2004    | 2014    | 2024    |
| ------------------- | ---- | ------- | ------- | ------- |
| Anzahl der Personen | 1602 | 1708    | 1682    | 1802    |
| Unterschied         |      | +6,61 % | −1,52 % | +7,13 % |

| Jahr                | 2023 | 2024    |
| ------------------- | ---- | ------- |
| Anzahl der Personen | 1762 | 1802    |
| Unterschied         |      | +2,27 % |

Ergebnisse nach der Volkszählung 2001 (1644 Einwohner):
| Nach Ethnie: - 98,08 % Slowaken - 0,60 % Roma - 0,42 % Tschechen | Nach Konfession: - 90,08 % römisch-katholisch - 4,33 % konfessionslos - 2,46 % keine Angabe - 1,92 % evangelisch |

## Bauwerke
- römisch-katholische Annakirche aus dem 18. Jahrhundert